# 李毅 (1963年)
李毅（1963年9月—），天津人，1984年7月加入中共，在职哲学博士，教授。1984年毕业于南开大学哲学系哲学专业。1984年7月进入南开大学马列主义基础理论教学部工作，历任教师、教学部副主任、马克思主义教育学院副院长、院长、南开大学党委宣传部部长、新闻中心主任、办公室主任、工会副主席、南开大学党委常委。
2009年1月，任中共天津市委宣传部副部长；2014年12月，任中共天津市委副秘书长、研究室主任。2017年5月，任中共天津市委常委、市委秘书长。2020年3月，出任中共中央党校副校长。3月27日，国务院任免国家工作人员。任命李毅为国家行政学院副院长。